# Houdeng-Aimeries
 Houdeng-Aimeries is een dorp in de Belgische provincie Henegouwen, en een deelgemeente van de Waalse stad La Louvière. Tot 1 januari 1977 was het een zelfstandige gemeente.
Houdeng-Aimeries wordt doorsneden door het historische Centrumkanaal. Het dorp is vergroeid met Houdeng-Goegnies, net ten oosten. In het noorden loopt het nieuwe tracé van dit kanaal. In het zuiden ligt de mijnwerkerscité Bois-du-Luc.

## Bezienswaardigheden
- Bois-du-Luc, een gerestaureerd mijnwerkersdorp uit de eerste helft van de 19e eeuw met de arbeiderswoningen, de oude directeurswoning, de Église Sainte-Barbe, het hospitaal, het Parc du Quinconce en de industriële gebouwen.Er is ook een museum.
- De Sint-Barbarakerk (Église Sainte-Barbe) is een neogotisch kerkgebouw van 1905, behorend tot Bois-du-Luc. Kenmerkend zijn de gietijzeren pilaren.
- De Sint-Jan-de-Doperkerk (Église Saint-Jean-Baptiste) is een classicistisch kerkgebouw van 1779.
- Lift nr. 2, de scheepslift van Houdeng-Aimeries, is een van de vier hydraulische scheepsliften op het historisch Centrumkanaal. De scheepslift staat op de Werelderfgoedlijst van UNESCO.
- De Pont Canal du Sart, een brug waarover een stuk van het nieuwe Centrumkanaal loopt, over een aantal autowegen heen.

## Natuur en landschap
Houdeng-Aimeries ligt aan de oude tak van het Centrumkanaal waarop zich enkele historische scheepsliften bevinden. Enkele mijnterrils zijn nog aanwezig. De plaats is sterk verstedelijkt en is vastgebouwd aan de omringende plaatsen. De hoogte aan de kerk bedraagt 108 meter.

## Economie
Al in 1299 werd melding gemaakt van steenkoolwinning. In 1685 werd de Société du Grand Conduit et du Charbonnage d’Houdeng opgericht. De steenkool aan de oppervlakte raakte uitgeput. Men diende nu dieper te graven -ongeveer 30 meter- en kreeg aldus te maken met wateroverlast. Aanvankelijk werd het water via kanaaltjes naar een lager gelegen beekje afgevoerd. In 1779 werd een machine à feu geïnstalleerd die een pomp kon aandrijven. Aldus kon men nu tot 112 meter diepte doordringen. In 1807 werd de Société du Bois du Luc opgericht en het mijnwerkersdorp Bois-du-Luc werd gebouwd van 1838-1853. In 1846 kwam ook de eerste cokesoven tot stand. In 1973 sloot de laatste mijn, tevens de laatste in het Centrumbekken.

## Demografische ontwikkeling
- Bronnen:NIS, Opm:1831 tot en met 1970=volkstellingen, 1976= inwoneraantal op 31 december

## Illustraties

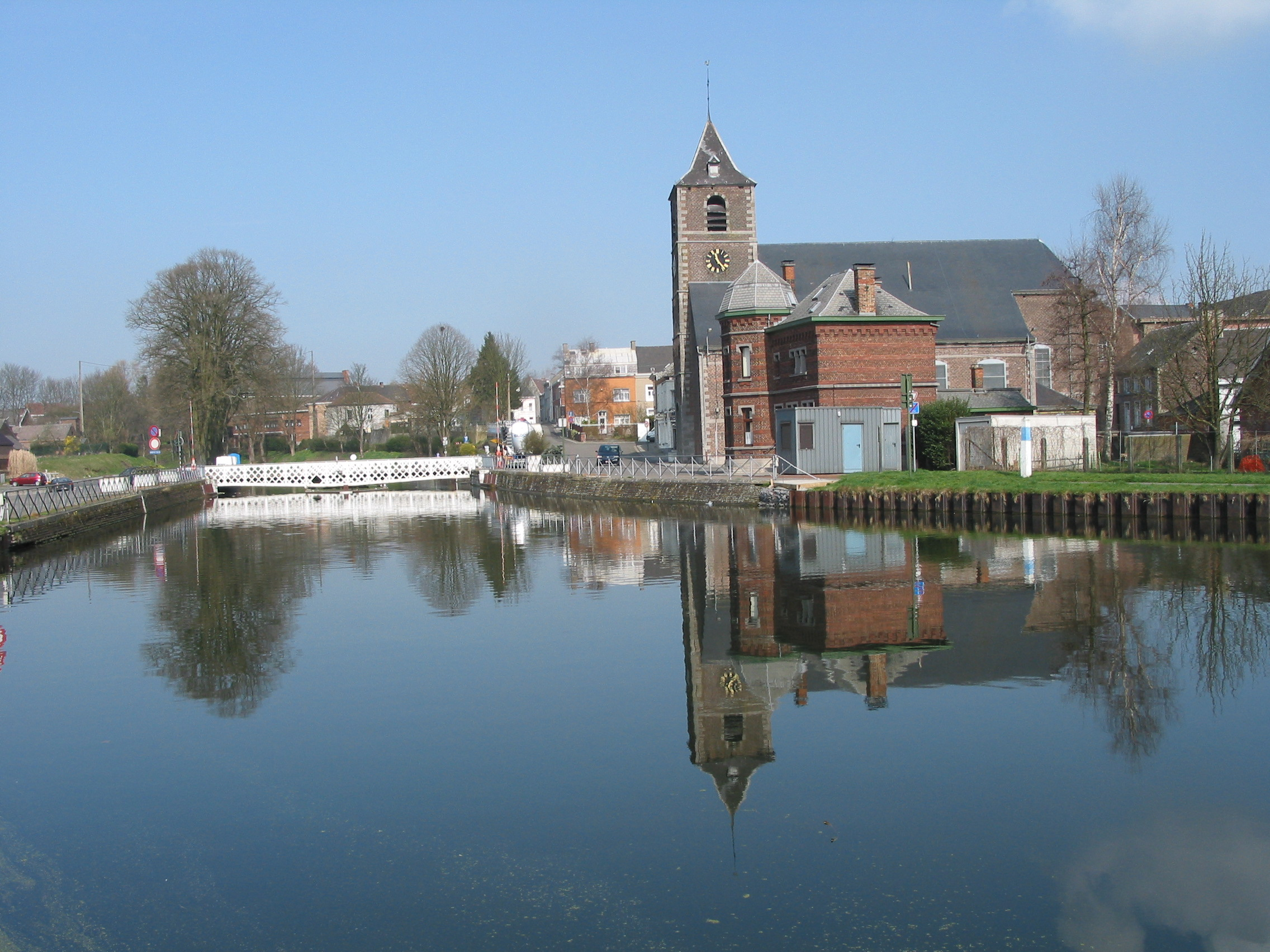
Houdeng-Aimeries aan het Centrumkanaal
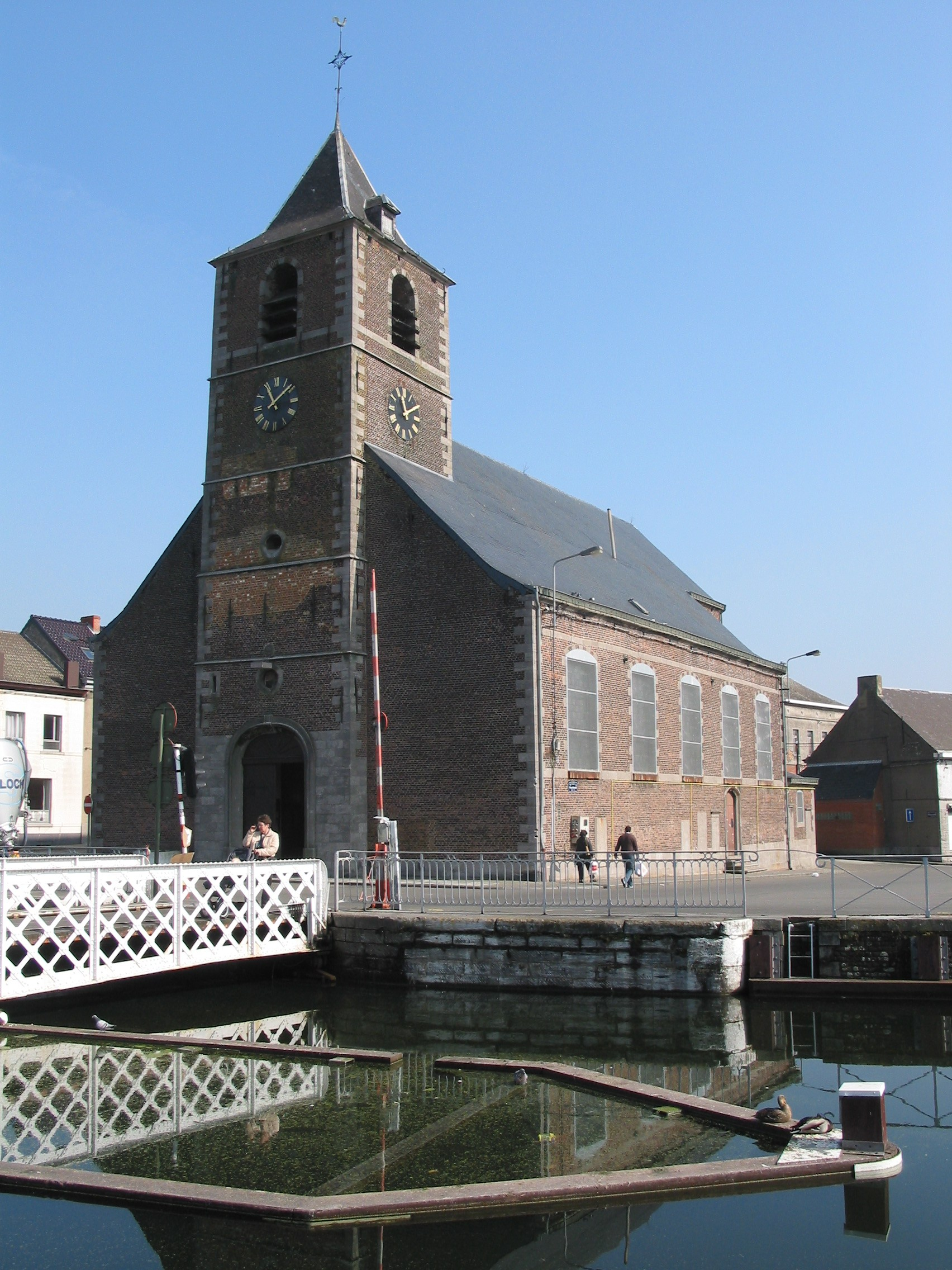
De Église Saint-Jean Baptiste
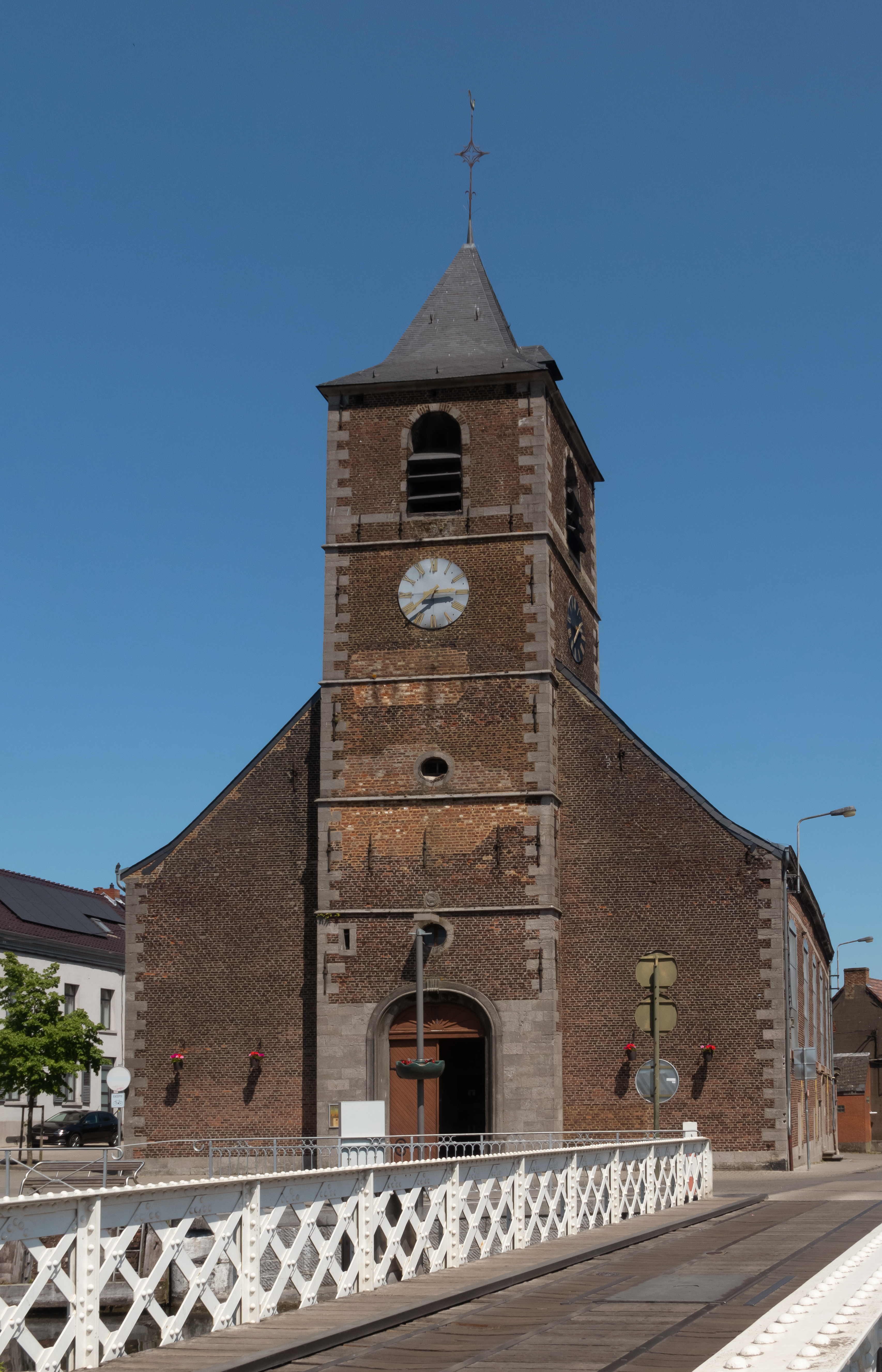
L'église Saint Jean Baptiste
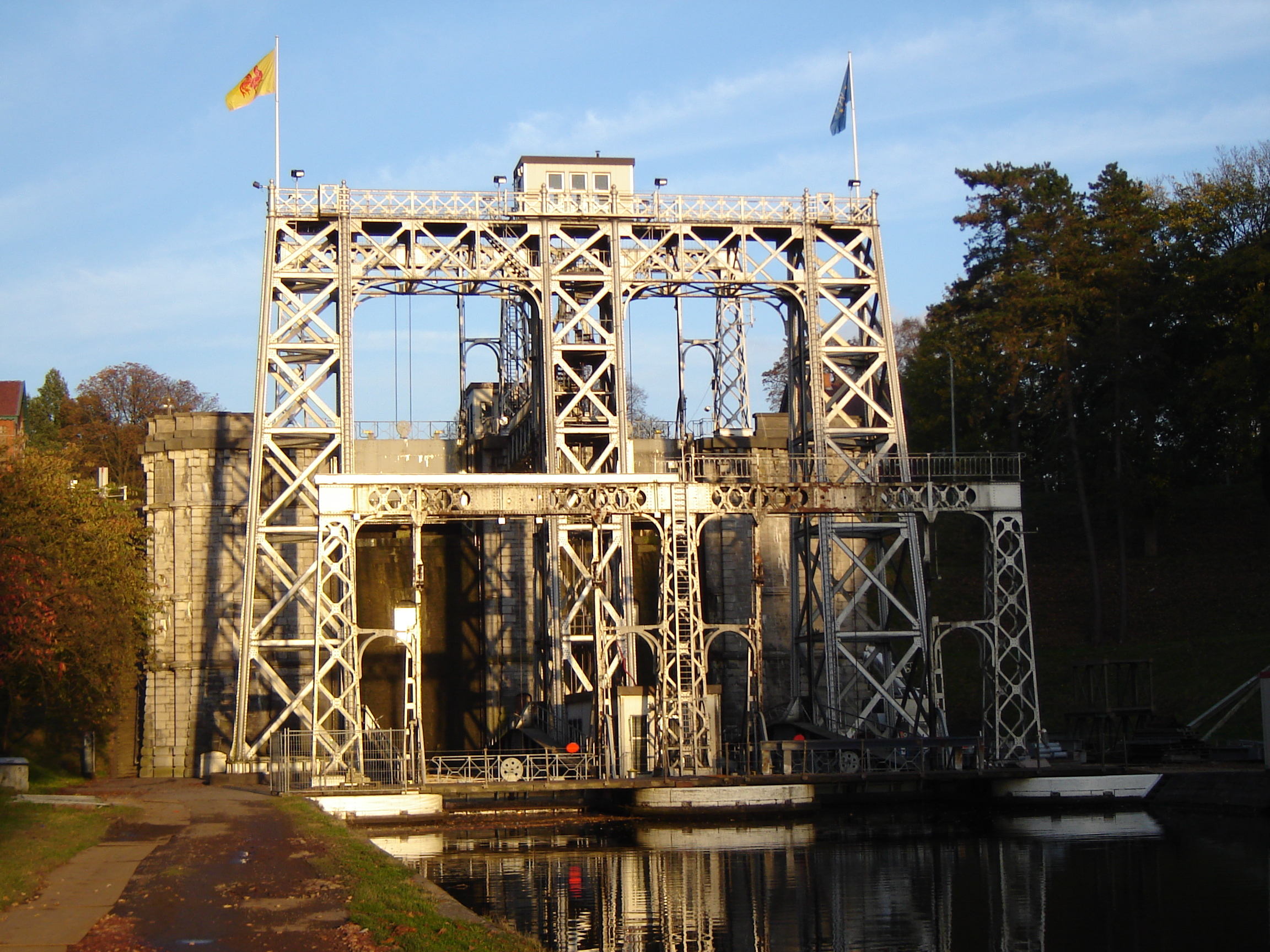
Scheepslift nr. 2
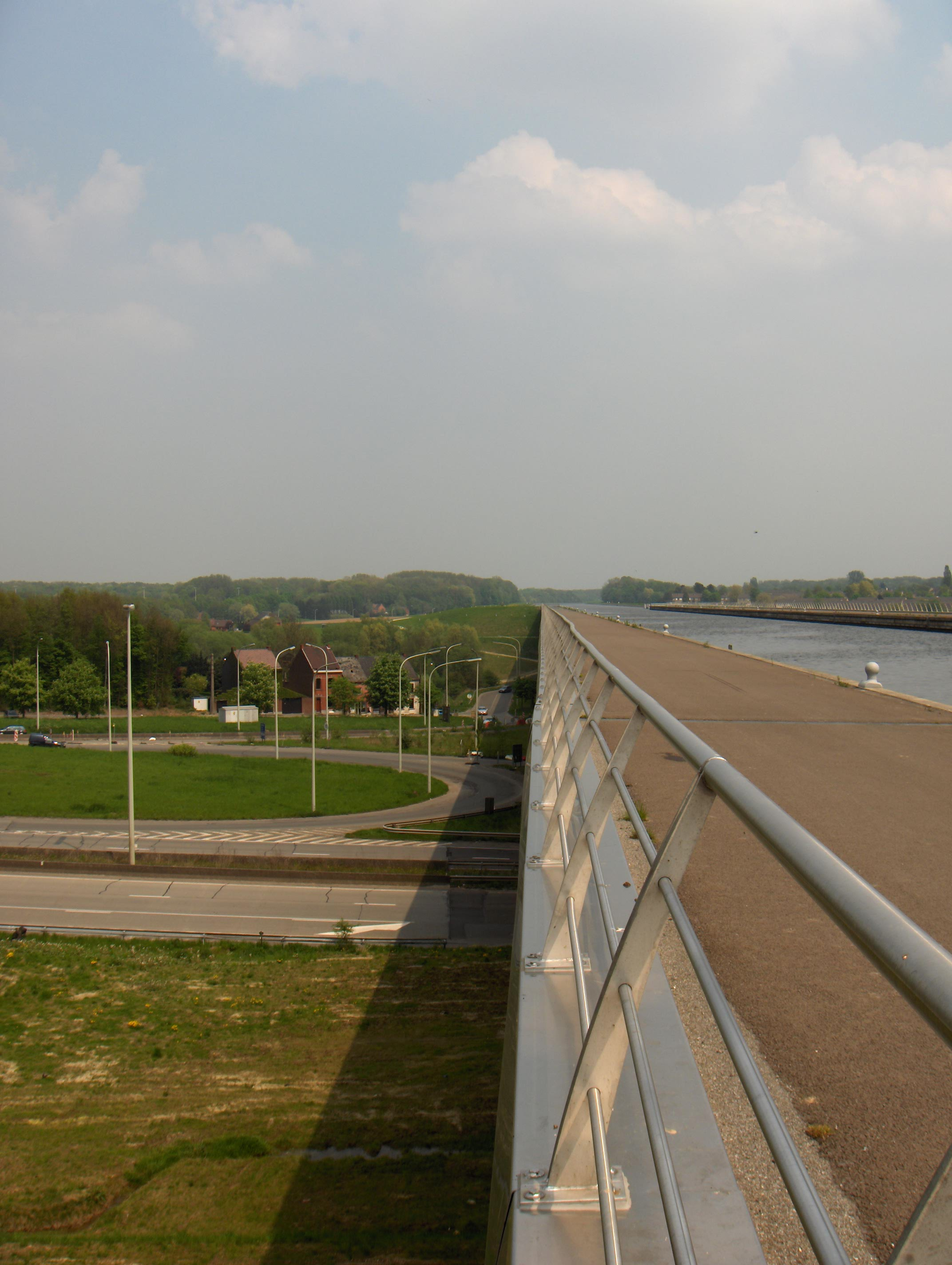
Pont Canal du Sart
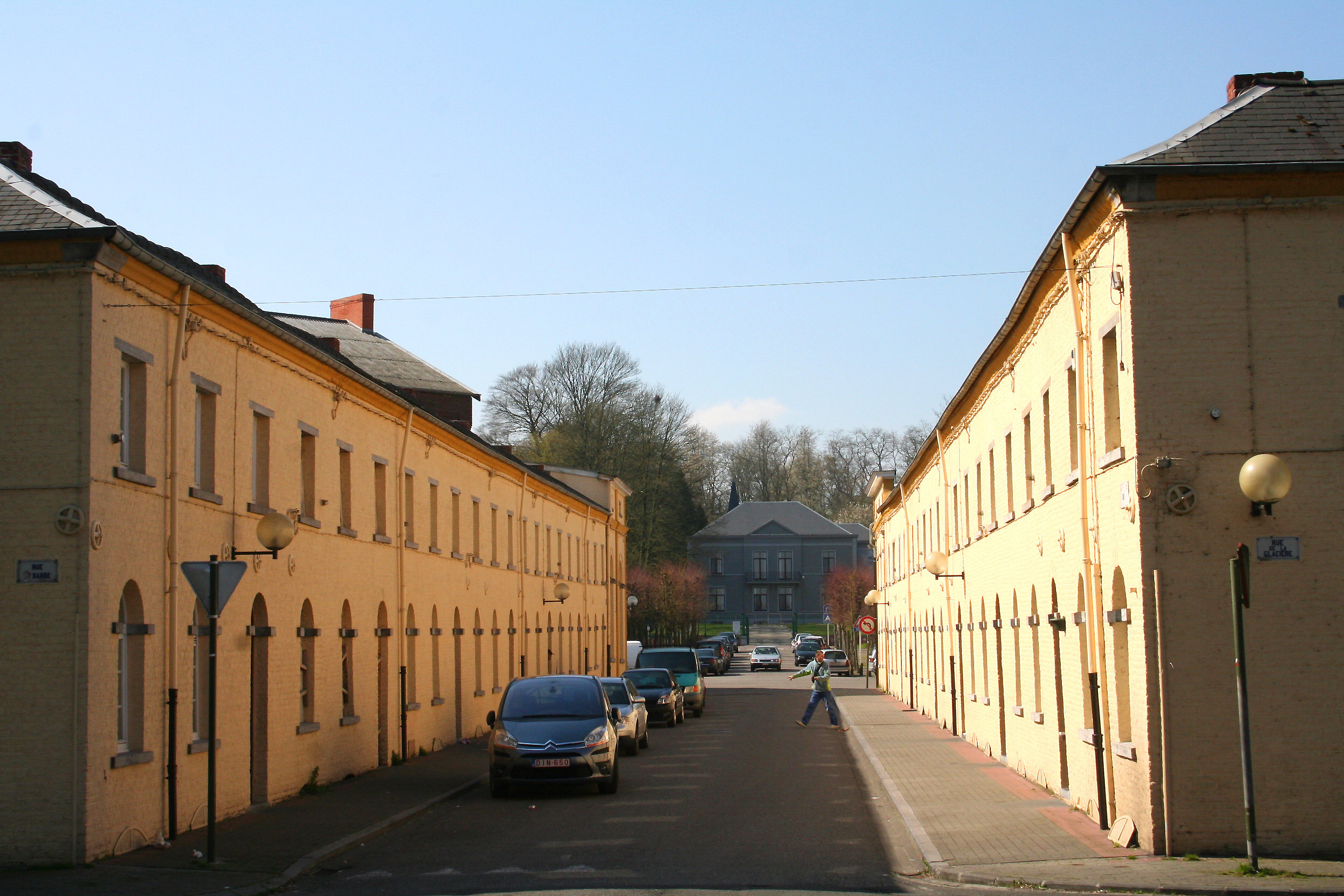
Rue du Midi in Bois-du-Luc

## Nabijgelegen kernen
Houdeng-Goegnies, Le Roeulx, Strépy-Bracquegnies, La Louvière, Saint-Vaast, Haine-Saint-Paul